# Mediaster murrayi
Mediaster murrayi är en sjöstjärneart som beskrevs av Macan 1938. Mediaster murrayi ingår i släktet Mediaster och familjen ledsjöstjärnor.
Artens utbredningsområde är Tanzania. Inga underarter finns listade i Catalogue of Life.